# 曹文庄
曹文庄（1962年11月13日—），河北秦皇岛人，生於山東，中华人民共和国政治人物，原国家食品药品监督管理局药品注册司司长。
曹文庄曾获中国政法大学法学博士学位，其博士论文题目为《论受贿罪的主客观要件及犯罪构成》 （页面存档备份，存于）。

## 生平
1984年毕业于黑龙江商学院中药系后进入中国药学会工作。1988年调入原国家医药管理局，擔任副局长刘永刚的秘书，后任该局继任局长郑筱萸的秘书；之后并任过局办公室主任、人事劳动司司长等职。1998年药监局成立后，任药监局人事司司长、办公室主任。2002年任药品注册司司长。

### 落马
他在任药品注册司司长期间收受钱财合計人民幣240多万元，并涉嫌在药品注册审批方面玩忽职守。2006年1月12日，被中紀委「双规」。2007年5月17日，就在原药监局局长郑筱萸受贿案在法院开庭审理當天，也被公诉至北京一中院，罪名为受贿和玩忽职守。2007年7月6日，北京市第一中级人民法院作出一审宣判，认定曹文庄犯受贿罪，判处死刑，缓期二年执行，剥夺政治权利终身，没收个人全部财产；认定曹文庄犯玩忽职守罪，判处有期徒刑七年。两罪并罚，决定执行死刑，缓期二年执行，剥夺政治权利终身，并处没收个人全部财产。
2007年8月28日，北京市高级人民法院宣布维持一审死缓的判决。随后他进入燕城监狱服刑。
2009年12月，北京市高级人民法院裁定对曹文庄减为无期徒刑，原判附加刑剥夺政治权利终身、并处没收个人全部财产不变。2011年12月，北京市高级人民法院裁定刑期减为有期徒刑18年，剥夺政治权利改为5年，原判附加刑没收个人全部财产不变。2013年4月，北京市第一中级人民法院裁定刑期减去有期徒刑2年7个月，剥夺政治权利5年及原判附加刑没收个人全部财产不变。2015年7月14日，曹文庄缴纳犯罪所得115万余元。2016年2月2日，北京市第一中级人民法院裁定减去其刑期有期徒刑1年。